# Harkishan Singh Surjeet

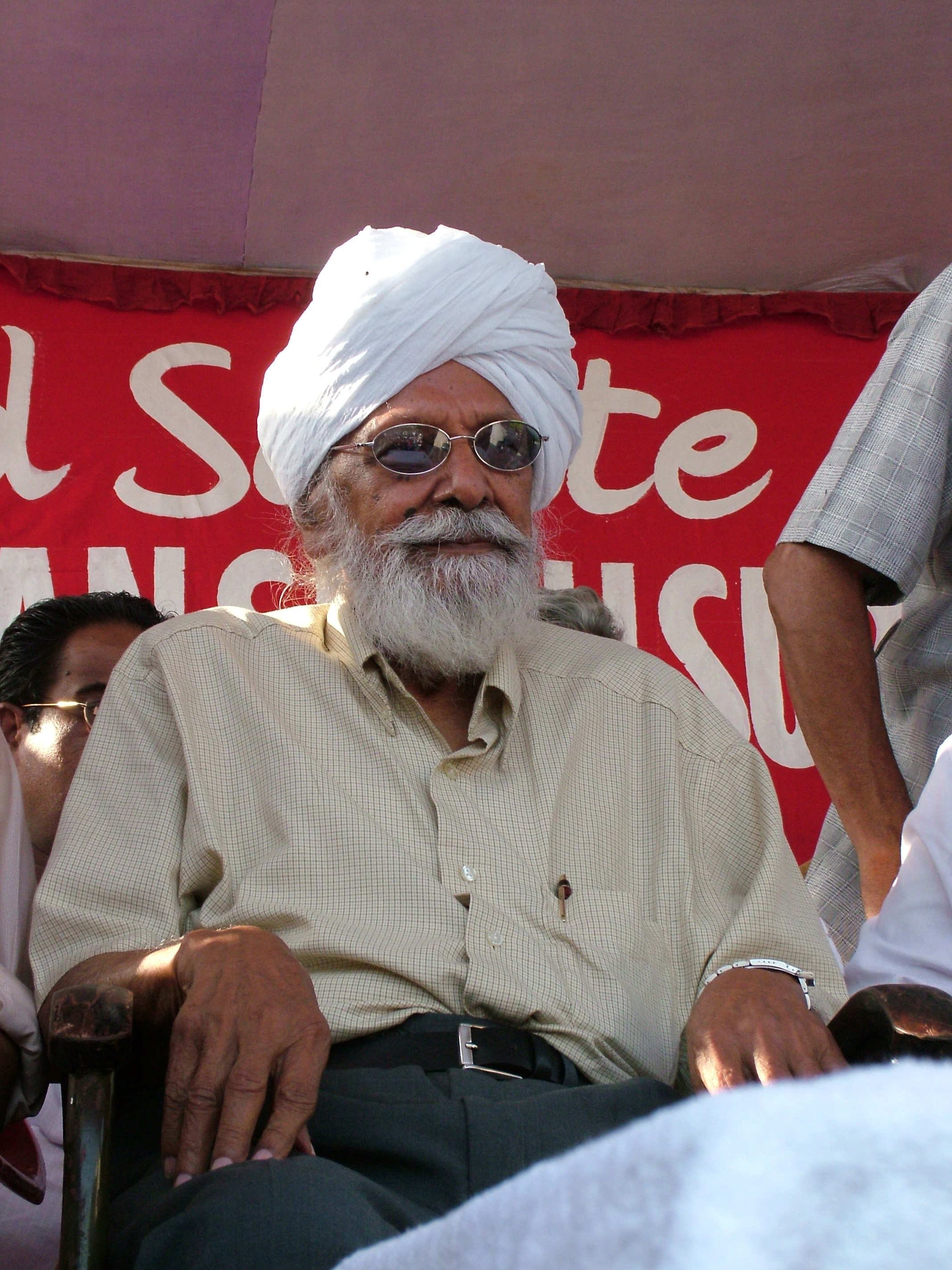
Harkishan Singh Surjeet, 2003

Harkishan Singh Surjeet (* 23. März 1916 in Jalandhar; † 1. August 2008 in Noida) war ein indischer Politiker der CPI(M).
Er war von 1992 bis 2005 Generalsekretär der CPI(M). Prakash Karat wurde sein Nachfolger. Von 1964 bis 2008 gehörte Surjeet dem Politbüro an. Surjeet war einer der Gründer des ersten Politbüros der Partei. Er starb am 1. August 2008 an einem Herzstillstand im Alter von 92 Jahren. Er befand sich seit dem 25. Juli 2008 zur Behandlung im Metro Hospital in Noida.